# Euxoa carbonea
Euxoa carbonea är en fjärilsart som beskrevs av Jacob Hübner 1823. Euxoa carbonea ingår i släktet Euxoa och familjen nattflyn. Inga underarter finns listade i Catalogue of Life.